# Stefan Haas (Fußballspieler)
Stefan Haas (* 29. Juni 1994 in Moosburg an der Isar) ist ein deutscher Fußballspieler, der hauptsächlich im defensiven Mittelfeld eingesetzt wird. Seit Sommer 2021 ist er beim Bezirksligisten FC Moosinning aktiv.

## Sportlicher Werdegang
Bis 2011 spielte der Mittelfeldspieler in der Jugend des SE Freising. Zur Saison 2011/12 wechselte er zur SpVgg Unterhaching, wo er zunächst ebenso in der Jugendmannschaft spielte. In der Saison 2012/13 erhielt Haas zwar einen bis 2015 laufenden Profivertrag, spielte aber weiter lediglich in der U-19 sowie in der zweiten Mannschaft in der fünftklassigen Bayernliga. Am 27. Juli 2013 bestritt Stefan Haas als Einwechselspieler gegen den Chemnitzer FC sein erstes Profispiel. Sein Startelf-Debüt gab er am 31. August 2013 (6. Spieltag) beim 3:1-Heimsieg gegen den 1. FC Saarbrücken.
Nach einem kurzen Aufenthalt beim unterklassig antretenden Lokalkonkurrenten Fortuna Unterhaching versuchte Haas sein Glück im unterklassigen Profibereich Portugals. Hier spielte er für den SC Mirandela, SR Almancilense und Leixões SC, bei dem er nur in der Reservemannschaft zum Einsatz kam. 2020 kehrte er in den bayerischen Amateurfußball zurückkehrte. Beim VfR Garching konnte er sich im von der COVID-19-Pandemie beeinträchtigten Spielbetrieb in der Regionalliga Bayern nicht durchsetzen, daraufhin schloss er sich dem Bezirksligisten FC Moosinning an.
Sein jüngerer Maximilian Haas war ebenfalls Fußball-Profi.